# John Repko Field
Das John Repko Field ist eine Grünanlage in Lorain im Lorain County im US-Bundesstaat Ohio. Der Park befindet sich auf 194 Meter Höhe über dem Meeresspiegel.